# Agrarier
Der Ausdruck Agrarier bezeichnet die Vertreter wirtschaftspolitischer Interessen der Landwirte, insbesondere für die preußischen Großgrundbesitzer im Deutschen Reich, die sich mit Unterstützung Otto von Bismarcks 1876 organisierten.
Bis in die 1890er Jahre war Agrarier der zusammenfassende Begriff für die überfraktionelle Vereinigung der Steuer- und Wirtschaftsreformer, der bis dahin bedeutendsten Interessenvertretung agrarischer Interessen innerhalb der ostelbischen Grundbesitzer.
Ihr Einfluss erreichte seinen Höhepunkt 1893 mit der Gründung des Bundes der Landwirte und in der Weimarer Republik im Reichslandbund von 1921.
Politisch wirkten die Agrarier auf der äußeren Rechten, gestützt auf die ostelbischen Junker und die preußischen Konservativen.
Als Interessenverband kämpften sie für Schutzzölle, hohe Agrarpreise und Subventionen für verschuldeten Großgrundbesitz. Trotz ihrer Unterstützung für Adolf Hitler 1932/33 verloren sie im „Dritten Reich“ sehr schnell ihren Einfluss, vor allem an den Reichsnährstand.

## In anderen Ländern
Auch in der Tschechoslowakei gab es eine entsprechende politische Kraft, den Bund der Landwirte.
Als in Ungarn im letzten Drittel des 19. Jahrhunderts die aristokratischen Großgrundbesitzer ihre wirtschaftliche und politische Macht mehr und mehr an das mobile Kapital verloren bzw. zu verlieren drohten, organisierten sie eine „agrarische Bewegung“, um ihre Vorrangstellung zu behaupten.
In Uruguay, einem Land, in dem bis weit ins 20. Jahrhundert hinein die Viehzucht der wichtigste Wirtschaftszweig war, besaß der Lobbyverband der Agrarier, die Liga Federal de Acción Ruralista, außerordentlichen politischen Einfluss.

## Belege
1. ↑  Wolfram Pyta: Landwirtschaftliche Interessenpolitik im deutschen Kaiserreich. Der Einfluss agrarischer Interessen auf die Neuordnung der Finanz- und Wirtschaftspolitik am Ende der 1870er Jahre am Beispiel von Rheinland und Westfalen (= Vierteljahrschrift für Sozial- und Wirtschaftsgeschichte. Beihefte. 97). Steiner, Stuttgart 1991, ISBN 3-515-05883-4, S. 115–124.
2. ↑  Georg Stöcker: Agrarideologie und Sozialreform im Deutschen Kaiserreich. Heinrich Sohnrey und der Deutsche Verein für ländliche Wohlfahrts- und Heimatpflege 1896–1914. V & R unipress, Göttingen 2011, ISBN 978-3-89971-673-3, S. 29, Anm. 62.
3. ↑  András Vári: Herren und Landwirte. Ungarische Aristokraten und Agrarier auf dem Weg in die Moderne (1821–1910) (= Studien zur Sozial- und Wirtschaftsgeschichte Ostmitteleuropas. 17). Harrassowitz, Wiesbaden 2008, ISBN 978-3-447-05758-5.
4. ↑  Henry Finch: Uruguay since 1930. In: Leslie Bethell (Hrsg.): Latin America since 1930: Spanish South America (= The Cambridge history of Latin America. 8). Cambridge University Press, Cambridge u. a. 1991, ISBN 0-521-26652-1, S. 195–232, hier S. 209.